# سكوت كيم
سكوت كيم (بالإنجليزية: Scott Kim)‏ هو فنان أمريكي، ولد في 1955.